# Chambre des comptes

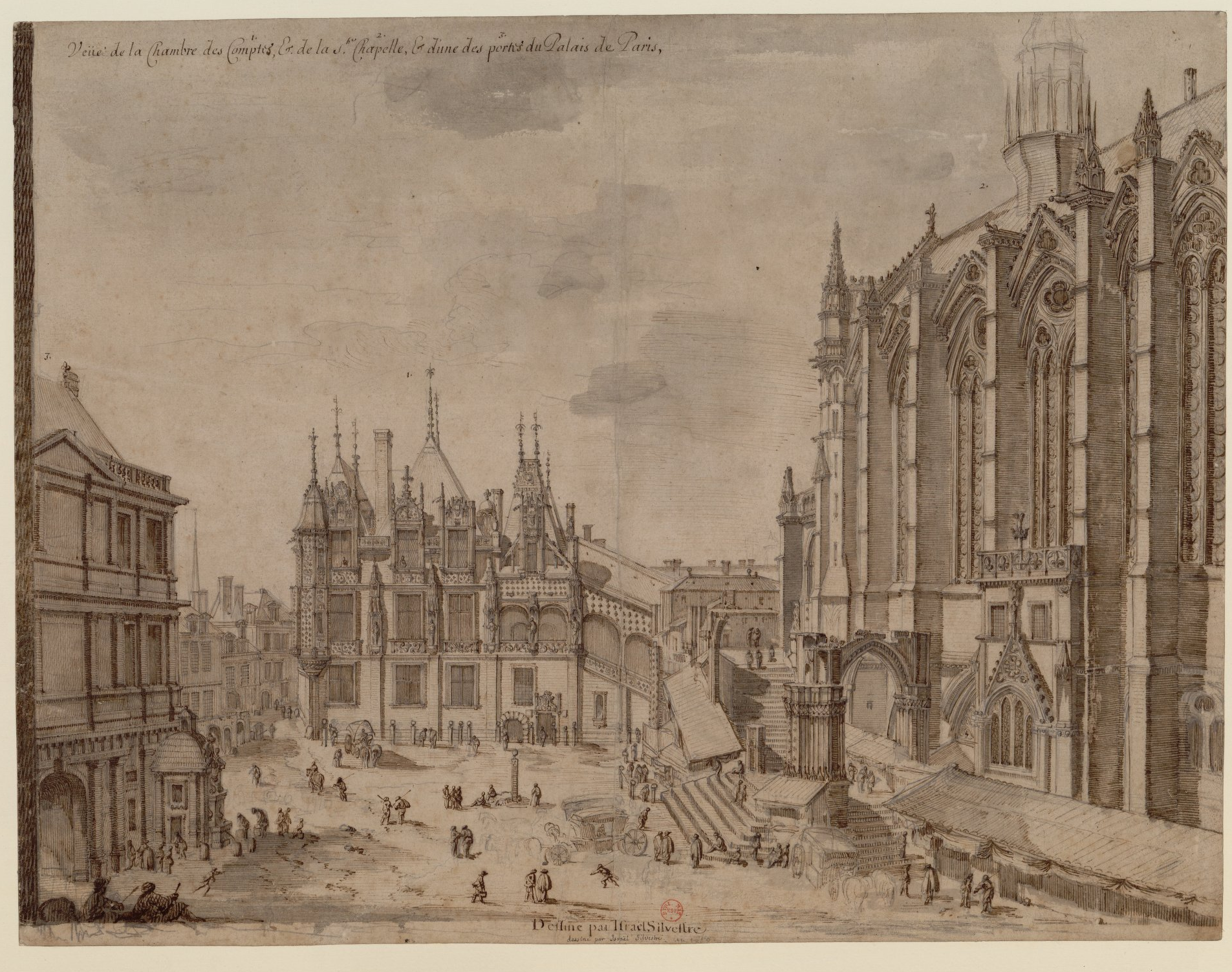
Die Pariser Rechnungskammer

Die Rechnungskammern (auch Rechenkammern; franz. chambres des comptes) waren in Frankreich unter dem Ancien Régime selbständige Finanzkontrollbehörden, die unmittelbar dem König von Frankreich unterstanden. Die Pariser Rechnungskammer, die älteste dieser Finanzgerichtshöfe, ist der Vorläufer des heutigen Rechnungshofes (Cour des comptes)

## Die Rechnungskammer von Paris
Um die Einnahmen und Ausgaben des Reiches unter Kontrolle zu halten, bediente der König sich ursprünglich allein der Curia regis, die Versammlung seiner engsten Berater. Mitte des 12. Jahrhunderts vertraute er die Finanzen dann dem Templerorden an, die in Paris ein Bankhaus führten, so dass der Staatsschatz nunmehr wie ein Finanzinstitut organisiert war und Einnahmen und Ausgaben über Konten liefen. Die königlichen Finanzbeamten im Land, die die Einnahmen den Templern sandten, wurden am Königshof geprüft, der wiederum besondere Beauftragte bei den Templern hatte, die Curia in compotis genannt wurden und an den Beratungen der Curia regis teilnahmen, wenn es um finanzielle Fragen ging. Ab 1297 erfolgte die Rechnungsprüfung zweimal im Jahr, jeweils zur Sonnenwende (damals der 24. Juni bzw. 25. Dezember). Das was anfangs einfach eine Schatz-Kasse für den Geldeingang war, entwickelte sich so zu einem Rechnungsprüfungsamte, der sich von der Curia abspaltete und schließlich ein eigener Gerichtshof wurde.
1256 schrieb eine königliche Ordonnanz von Ludwig dem Heiligen vor, dass Bürgermeister und Stadtverordnete vor den gens des comptes in Paris Rechenschaft abzulegen hätten; wenn auch der geistliche Generalsekretariat der Curia spezialisierten sich auf diese Aufgabe, einige weltliche Räte (maîtres lais) wurden ihnen als Vertraute des Königs mit Anhörungs- und Entscheidungsbefugnis zur Seite gestellt.
Um 1303 ließ sich die Pariser Rechnungskammer im Palais de la Cité nieder, wo sie bis zu ihrer Auflösung durch die Französische Revolution bleiben sollte. Ihre Aufgabe bestand in erster Linie darin, die Bewirtschaftung des Kronguts zu beaufsichtigen, in zweiter Linie in der Kontrolle der öffentlichen Ausgaben: Sie überprüfte den königlichen Haushalt, die Aufseher und Beauftragten, Baillis und Seneschalle. Mit der Auflösung des Templerordens im Jahr 1307 verbrachte König Philipp IV. den Staatsschatz in den Louvre. Für die Gruppe der Prüfer, denen ein besonderer Raum im königlichen Palast zugewiesen worden war, kam nun der Begriff der Camera compotorum auf und sie wurden als eigenständiges Amt angesehen, obwohl sie weiterhin nur eine Kommission der Curia regis darstellten.
Die Ordonnanz von Vivier-en-Brie aus Januar 1319, die am 17. April 1320 von Henri IV. de Sully veröffentlicht wurde, legte die Organisationsprinzipien der Rechnungskammer fest: Sie umfasste erst drei, später vier geistliche Räte (maîtres-clercs) als Prüfungsleiter sowie drei weltliche (maîtres-lais familiers du Roi) als beigeordnete Richter, zudem elf Mitarbeiter (petits clercs, später clercs des comptes). Das Amt des Präsidenten der Kammer wurde für die Geistlichen 1381 geschaffen, ein weiteres Präsidentenamt für die Weltlichen im Jahr 1400. Urkundsbeamte wurden eingestellt sowie Revisoren (correcteurs) zur Unterstützung der Räte, der König entsandte zudem weitere Prüfungsbeamten (conseillers).

## Niedergang der Rechnungskammer
Ab dem späten 14. Jahrhundert verlor die Rechnungskammer ihre Alleinstellung bezüglich der königlichen Finanzen. Eine eigene Chambre des monnaies wurde für das Münzwesen geschaffen, neue Steuern (aide, taillage, gabelle) wurden eingeführt und von der 1390 geschaffenen Cour des aides verwaltet. Die Bedeutung des Kronguts, die weiterhin die Rechnungskammer belieferte, für die Finanzierung des Hofes ging dadurch zurück. Hinzu kam, dass nunmehr in einigen neuen Provinzen mit ihrer Unterstellung unter die Krone eigene Kammern eingerichtet wurden: Die älteste Landesrechnungskammer war die der Dauphiné, die 1368 gegründet wurde; weitere wurden in der Normandie (1465), in der Provence, in Burgund, in Nantes (für die Bretagne), in Navarra, im Languedoc und Roussillon, in Nancy, Metz und Bar-le-Duc eingerichtet. Andererseits wurde durch eine Ordonnanz vom 26. Februar 1464 die Pariser Oberrechnungskammer als unabhängige letzte Instanz in Finanzfragen festgestellt.
Jean-Baptiste Colbert, der von 1665 bis 1683 Finanzminister war, entzog schließlich der Rechnungskammer die Bewirtschaftung der Gewässer und Wälder. Ein Edikt aus Februar 1704 schuf dann als neue Behörde die Chambres souveraines des Eaux et Forest.

## Auflösung der Rechnungskammern
Im 18. Jahrhundert war die Pariser Oberrechnungskammer noch verantwortlich für das Krongut, die Finanzkontrolle, die Überprüfung aller königlichen Beamten und die Anmeldung von Privilegien. Ihre Gerichtsbarkeit hatte sie über das ganze Königreich erweitert, musste dabei aber die Existenz der nachgeordneten Kammern in einem Dutzend Provinzen berücksichtigen, deren Befugnisse unterschiedlich geregelt waren.
Die Pariser Oberrechnungskammer hatte an seiner Spitze am Ende einen Chefpräsidenten sowie zwölf Vizepräsidenten, die jeweils ein halbes Jahr im Amt waren; hinzu kamen 68 Räten (maîtres) usw., so dass im Jahr 1789 der Oberrechnungskammer 289 Amtsträger angehörten.
In dieser Zeit wurde die Rechnungskammer als archaische Institution ohne wirkliche Macht oder irgendwelche Nutzen für geordnete Finanzen angesehen. Sie arbeitete so langsam, dass im Durchschnitt bei der Rechnungsprüfung zehn Jahre vergingen. Seine Entscheidungen wurden selten umgesetzt, als rein formal betrachtet. In der Tat war die Rechnungskammer aufgrund der Tatsache, dass sie Beschlüsse des Parlement im Finanzbereich mehrfach nicht dokumentierte, zu einem Ärgernis geworden. Am 17. September 1791 wurde die Pariser Rechnungskammer schließlich aufgelöst und durch eine Commission de comptabilité ersetzt; gleiches geschah mit den Kammern in den Provinzen am 29. September.

## Liste von Präsidenten
- 1319–1322: Henri IV. de Sully († 1336), 1317 Großmundschenk von Frankreich
- 1326–1331: Miles de Noyers († 1350), 1302 Marschall von Frankreich, und (bis 1329) Gaucher de Châtillon († 1329), 1302 Connétable von Frankreich
- 1331–1335: Kein Präsident[6]
- 1335–1344: Miles de Noyers, 2. Mal, 1336 Großmundschenk von Frankreich
- 1344–1345: Pierre de Cuignières († 1345), 1343 Präsident des Parlement
- Jean de Montaigu († 1415), 1391 Bischof von Chartres, 1399 Chefpräsident der Rechnungskammer, 1406 Erzbischof von Sens
- Gérard Montaigu († 1420), 1409 Bischof von Paris, 1413 Chefpräsident der Rechnungskammer
- Louis de Luxembourg († 1443), 1414 Bischof von Thérouanne, 1418 Chefpräsident der Rechnungskammer, 1436 Erzbischof von Rouen, 1439 Kardinal
- Regnault de Chartres († 1444), Präsident der Rechnungskammer, 1414 Erzbischof von Reims, 1425 Kanzler von Frankreich, 1439 Kardinal
- Jacques Juvénal des Ursins († 1457), 1443 Präsident der Rechnungskammer, 1445 Erzbischof von Reims
- bis 1482: Jean d’Isque (Disque / de la Disque / de la Driesche)
- 1482–1483: Jacques Coitier
- bis 1504: Pierre Filholi, 1504 Bischof von Sisterin, 1506 Erzbischof von Aix
- 1506–1518: Jean II. Nicolaï
- ab 1518: Antoine I. Nicolaï
- Michel de L’Hospital († 1573), 1554–1560 Chefpräsident der Rechnungskammer, 1560–1573 Kanzler von Frankreich
- ab 1577: Olivier I. Le Fèvre d’Ormesson d’Eaubonne
- Nicolas Potier († 1628), 1614 Präsident der Rechnungskammer, 1622 Secrétaire d‘État
- Nicolas Lambert de Thorigny († 1692) war 46 Jahre lang Präsident der Rechnungskammer
- Toussaint Rose († 1701), 1661 Präsident der Rechnungskammer
- Gédéon Berbier du Mets († 1709), Ende des 17. Jahrhunderts Präsident der Rechnungskammer
- Aymar Jean de Nicolaï, Marquis de Goussainville († 1785), 1734–1768 Chefpräsident der Rechnungskammer
- Aimar-Charles-Marie de Nicolaï († 1794), 1768–1789 Chefpräsident der Rechnungskammer

## Weblink
- Patentbrief Ludwigs XI. Vom 7. September 1461, Bestätigung der Beamten der Chambre de comptes von Paris